# Parsimoni
Parsimoni (latinets parsimonia, sparsamhet; av parcere, spara) betecknar principer om sparsamhet och återhållsamhet inom vetenskaplig metod (Ockhams rakkniv) och straffrätt (Jeremy Benthams idéer om proportionalitet i straffet). Ordet är ovanligt i svenska texter, förekommer varken i SAOB eller Nusvensk ordbok, och när det förekommer är det sannolikt ett sentida lån från engelskans parsimony.
Inom biologisk systematik och kladistik är maximum parsimony (högsta möjliga återhållsamhet) en parameterfri statistisk metod som används för att upprätta ett fylogenetiskt träd med ett minimum av förändringar.